# Katastrofa lotu L'Express Airlines 508
Katastrofa lotu L'Express Airlines 508 – katastrofa lotnicza, która wydarzyła się 10 lipca 1991 roku w Birmingham w Alabamie. Gdy Beechcraft 99 lądował w Birmingham, piloci utracili kontrolę nad samolotem i rozbili się. Zginęło 13 z 15 osób znajdujących się na pokładzie. Do teraz jest to najgorszy wypadek lotniczy w historii stanu Alabama.

## Samolot
Samolotem, który uległ katastrofie był Beechcraft 99 należący do amerykańskich linii L'Express Airlines z numerami rejestracyjnymi N7217L.

## Przebieg lotu
Lot 508 prowadził z Nowego Orleanu do Birmingham w Alabamie. Tego dnia kapitanem był Francis Fernandes. Samolot wystartował z Luizjany mając na pokładzie jedynie 1 pasażera, jednak plan lotu przewidywał międzylądowanie w Mobile, gdzie na pokład weszło jeszcze 12 osób. Po zatankowaniu samolot wystartował z lotniska o 17:05 czasu lokalnego. Podczas lotu do Birmingham samolot wleciał w silną burzę. Gdy wiatr zaczął przechylać samolot, piloci standardowo zaczęli przechylać wolant w przeciwną stronę. Jednak maszyna zamiast wyrównać, ostro zadarła dziób w górę. Samolot zwolnił tak mocno, że doszło do gwałtownego przeciągnięcia. Załoga straciła panowanie nad maszyną i o godzinie 18:11 czasu lokalnego rozbiła się o dwa domy w dzielnicy Ensley w mieście Birmingham. Samolot natychmiast stanął w płomieniach. Zginęło 13 osób, przeżył pasażer Mabry Rogers oraz kapitan Fernandes. Do dzisiejszych czasów w Alabamie nie zdarzył się żaden poważniejszy wypadek lotniczy.

## Przyczyny wypadku
Przyczyny katastrofy lotu 508 miała zbadać Narodowa Rada Bezpieczeństwa Transportu (NTSB). Śledczy byli zdziwieni, ponieważ samolot posiadał rejestrator rozmów w kokpicie. Tak małe samoloty nie musiały posiadać czarnych skrzynek. W oficjalnym raporcie z marca 1992 roku, śledczy przedstawili przyczynę wypadku jako błąd kapitana, który świadomie wleciał w tak silną burzę.